# Dolmen de Toulfoën
Le dolmen de Toulfoën, appelé aussi dolmen de la Colonne,  est un dolmen situé dans la Forêt de Carnoët sur la commune de Quimperlé dans le département français du Finistère.

## Description
Le dolmen est constitué de dalles en granite rose : quatre orthostates au sud et trois au nord délimitent une chambre de 4,85 m de longueur pour 1,90 à 2 m de largeur. Trois supports dépassent du sol sur environ 1 m de hauteur, les autres, qui ont été brisés, atteignent au maximum 0,50 m de hauteur. Aucune table ou vestiges de table de couverture n'est visible à proximité.
Il pourrait s'agir des vestiges d'une allée couverte, type de dolmen très fréquent plus à l'ouest (entre Concarneau et Moëlan-sur-Mer). Le monument n'a pas été fouillé.

## Folklore
Le monument est associé à un pardon, le Pardon de Toulfoën appelé aussi Fête des Oiseaux qui avait lieu le lundi de la Pentecôte. Selon la légende Saint-Maurice, abbé de l'abbaye cistercienne éponyme, importuné par le chant des oiseaux qui perturbait les psaumes, les conduisit en forêt de Carnoët. Le pardon commémorait ce miracle. Selon une autre tradition, les habitants de Quimper, qui se rendaient à l'abbaye de Saint-Maurice, avaient pris l'habitude de faire une halte près du dolmen où les marins lorientais vendaient des oiseaux exotiques rapportés de leurs voyages. Selon une autre version, plus prosaïque, la Fête des Oiseaux était l’occasion pour les filles à marier de trouver un marri. Le prétendant offrait une case en osier renfermant un oiseau à sa désirée, si elle acceptait de l’épouser elle libérait l'oiseau et le mariage avait lieu un mois plus tard.